# BRI (企業)
株式会社BRI(びーあーるあい)は、東京都港区六本木に本社を置く、日本の不動産会社。
東京で投資用分譲マンション「ガリシアシリーズ」の開発、販売を行っている。

## 概要
投資用分譲マンション「ガリシアシリーズ」の企画、開発、販売の事業を軸に、賃貸管理事業、建物管理事業、資産運用に関するコンサルティングを行っている。

## 沿革
- 2007年5月 - 株式会社ブロード・レジデンシャル・インベストメントを東京都渋谷区に設立
- 2008年2月 - 資本金を5,000万円に増資
- 2009年
  - 3月 - 自社ブランドマンション第1号ガリシアシリーズの販売スタート
  - 4月 - 事務所を東京都港区六本木7-18-18　住友不動産六本木通ビル3Fに移転
- 2010年11月 - 株式会社BRIサポート設立
- 2012年
  - 4月 - ガリシアマンション累計供給戸数500戸
  - 8月 - 商号を株式会社BRIに変更
  - 9月 - 事務所を東京都港区六本木7-18-18　住友不動産六本木通ビル4Fに移転
  - 9月 ‐ 株式会社BRIコミュニティー設立
- 2014年2月 - ガリシアマンション累計供給戸数1000戸
- 2015年2月 - 東京ヴェルディ株式会社とパートナーシップ契約締結
- 2016年
  - 3月 - プライバシーマーク取得
  - 6月 - BOSTY株式会社と資本業務契約締結
  - 10月 - ガリシアマンション累計供給戸数1500戸
- 2017年
  - 5月 - 株式会社BRI設立10周年
  - 5月 - ファストドクター株式会社と資本業務提携締結
- 2019年
  - 2月 - 東京フットボールクラブ株式会社とクラブスポンサー契約締結
  - 7月 - 資本金を9000万円に増資
- 2020年7月 - ガリシアマンション累計供給戸数2000戸
- 2021年
  - 3月 - 株式会社BRIサポート　事務所を港区六本木２丁目 BRI WESTビル3Fへ移転
  - 4月 - 機関投資家様向け一棟新築マンションブランドとして「ルイーゴ」シリーズの販売開始
- 2022年
  - 7月 - クリアル株式会社と業務提携締結
  - 11月 - 機関投資家様向け一棟新築マンションブランドとして「ルイーゴ」シリーズの販売開始
  - 12月 - 株式会社BRIサポート　事務所を港区六本木３丁目 へ移転
  - 12月 - 株式会社BRIコミュニティー　事務所を港区六本木３丁目 へ移転
- 2023年1月 - ガリシアマンション累計供給戸数2500戸
- 2025年2月 ‐ 東京ヴェルディ(株)（呼称：東京ヴェルディ）とコーポレートパートナー契約締結

## 関連会社
- 株式会社BRIサポート
- 株式会社BRIコミュニティー
- BOSTY株式会社